# 汉斯·里希特

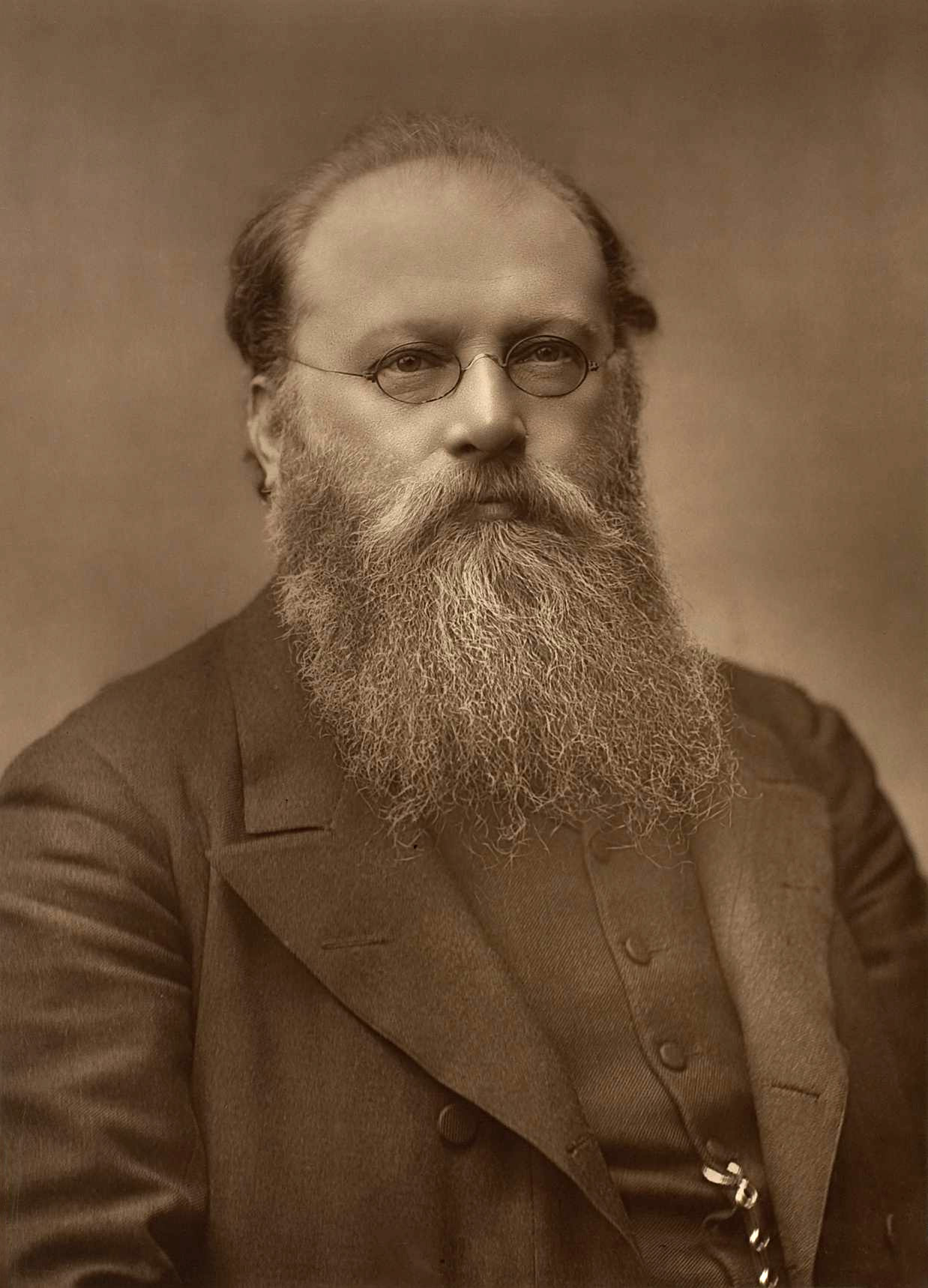
汉斯·里希特

汉斯·里希特（德語：Hans Richter，1843年4月4日—1916年12月15日），奥地利指挥家。

## 生平
生于匈牙利，在维也纳学习，1876年指挥了瓦格纳的歌剧尼伯龙根的指环首演。1897-1911年任伦敦交响乐团指挥。他首演了当时的许多杰出作品，是历史上最伟大的指挥家之一。